# Canton de Castelnau-Montratier
Pour les articles homonymes, voir Castelnau.
Le canton de Castelnau-Montratier est une ancienne division administrative française située dans le département du Lot et la région Midi-Pyrénées.

## Géographie
Ce canton est organisé autour de Castelnau-Montratier dans l'arrondissement de Cahors. Son altitude varie de 108 m (Castelnau-Montratier) à 330 m (Lhospitalet) pour une altitude moyenne de 261 m.

## Composition
Le canton de Castelnau-Montratier groupe 7 communes et compte 3 632 habitants (recensement de 1999 sans doubles comptes).
| Nom                                     | Code Insee | Intercommunalité   | Superficie (km2) | Population (dernière pop. légale) | Densité (hab./km2) |
| --------------------------------------- | ---------- | ------------------ | ---------------- | --------------------------------- | ------------------ |
| Castelnau-Montratier (commune déléguée) | 46063      | CC du Quercy Blanc | 72,54            | 1 817 (2014)                      | 25                 |
| Cézac                                   | 46069      | CC du Quercy Blanc | 17,34            | 190 (2014)                        | 11                 |
| Flaugnac                                | 46103      | CC du Quercy Blanc | 30,96            | 427 (2013)                        | 14                 |
| Lhospitalet                             | 46172      | CC du Quercy Blanc | 14,65            | 457 (2014)                        | 31                 |
| Pern                                    | 46217      | CC du Quercy Blanc | 25,66            | 477 (2014)                        | 19                 |
| Sainte-Alauzie                          | 46248      | CC du Quercy Blanc | 12,22            | 123 (2014)                        | 10                 |
| Saint-Paul-de-Loubressac                | 46287      | CC du Quercy Blanc | 20,19            | 555 (2013)                        | 27                 |

À la suite du redécoupage cantonal de 2014, Castelnau-Montratier est le chef-lieu du nouveau canton des Marches du Sud-Quercy.

## Administration

### Conseillers généraux de 1833 à 2015
| Période | Période           | Identité                                    | Étiquette                      | Qualité |
| ------- | ----------------- | ------------------------------------------- | ------------------------------ | --- |
| 1833    | 1842              | Jacques-Louis-Marie du Cayla                |                                | Maire de Castelnau |
| 1842    | 1856              | Jean-Pierre Limayrac                        |                                | Médecin à Castelnau |
| 1856    | 1887 (décès)      | Léopold-Pierre Limayrac (fils du précédent) | Centre droit                   | Journaliste, Maire de Castelnau Député (1871-1876) Président du Conseil général                                                                         |
| 1888    | 1888 (annulation) | Louis Tailhade                              |                                | Médecin, Maire de Castelnau |
| 1888    | 1901              | Léopold Bessières                           | Républicain                    | Docteur en médecine à Castelnau |
| 1901    | 1904 (décès)      | Gustave Feyt                                | Rad.                           | Vétérinaire, Maire de Castelnau |
| 1904    | 1919              | Anatole de Monzie                           | DVG puis PSF puis USR          | Avocat à la Cour d'Appel de Paris Député du Lot (1909-1919 et 1929-1942) Sénateur (1920-1929) Sous-secrétaire d'État puis Ministre (entre 1913 et 1940) |
| 1919    | 1940              | Louis Lacaze                                | Rad.                           | Avocat à Cahors Maire de Saint-Paul-Labouffie (1904-1938)                                                                                               |
|         |                   |                                             |                                | |
| 1943    | 1945              | Jean-Louis Descamps                         | ?                              | Maire de Castelnau-Montratier (1941-1944) Nommé conseiller départemental en 1943                                                                        |
|         |                   |                                             |                                | |
| 1945    | 1951              | Louis Lacaze                                | Rad.                           | Avocat à Cahors |
| 1951    | 1988              | Émile Vaysse                                | SE puis Rad. puis CDP puis MRG | Médecin - Maire de Castelnau-Montratier (1954-1981) |
| 1988    | 2001              | Roger Gisbert                               | PS                             | Agriculteur - Maire de Saint-Paul-de-Loubressac (1971-2008)                                                                                             |
| 2001    | 2015              | Jean-Claude Bessou                          | PRG                            | Fonctionnaire des finances retraité Maire de Lhospitalet (1977-2008) Elu en 2015 dans le Canton des Marches du Sud-Quercy                               |

### Conseillers d'arrondissement (de 1833 à 1940)
| Période                                  | Période | Identité                              | Étiquette                | Qualité |
| ---------------------------------------- | ------- | ------------------------------------- | ------------------------ | --- |
| 1833                                     | 1836    | Pierre Rulié                          |                          | Médecin, docteur en chirurgie, propriétaire à Cézac                                                         |
| 1836                                     | 1845    | M. de Bonald                          |                          | Juge de paix à Castelnau-Montratier                                                                         |
|                                          |         |                                       |                          | |
| 1895                                     |         | Antonin Guillaume Valmary (1856-1936) | Droite cléricale         | Notaire à Castelnau-Montratier                                                                              |
|                                          |         |                                       |                          | |
| 1919                                     | 1928    | Henri Ducros                          | RG                       | Médecin à Cahors                                                                                            |
| 1928                                     | 1934    | Gaston Linon                          | Républicain progressiste | Docteur-vétérinaire à Castelnau-Montratier                                                                  |
| 1934                                     | 1940    | M. Mazelier                           | Radical                  | |
| 1940                                     |         |                                       |                          | Les conseils d'arrondissement ont été suspendus par la loi du 12 octobre 1940 et n'ont jamais été réactivés |
| Les données manquantes sont à compléter. |         |                                       |                          | |

## Démographie
| 1962  | 1968  | 1975  | 1982  | 1990  | 1999  | 2006  | 2011  | 2012  |
| ----- | ----- | ----- | ----- | ----- | ----- | ----- | ----- | ----- |
| 3 791 | 3 599 | 3 396 | 3 428 | 3 496 | 3 632 | 3 923 | 4 130 | 4 106 |